# Rangthangling
Rangthangling – gewog w dystrykcie Cirang, w Bhutanie. Według danych z 2017 roku liczył 1585 mieszkańców.